# Helmut Gittel
Helmut Gittel (* 28. Juli 1922; † Januar oder Februar 2006) war ein deutscher Kommunalpolitiker.

## Werdegang
Gittel war erst Stadtkämmerer in Schweinfurt. Von 1964 bis 1990 war er Mitglied des Münchner Stadtrats. Ab 1972 war er Zweiter Bürgermeister. Parteiinterne Querelen führten zu seinem Austritt aus der SPD und zur Gründung des Sozialen Rathausblocks (SRB). Bei der Kommunalwahl 1978 zog er als einziger Kandidat des SRB in den Stadtrat ein. Der neu gewählte Oberbürgermeister Kiesl machte ihn zum Dritten Bürgermeister.